# Lev som en gris, dö som en hund
Lev som en gris, dö som en hund är den ena av de två skivorna som Markus Krunegård släppte den 14 oktober 2009. Den andra är Prinsen av Peking. Skivan kan kännas, till skillnad från den andra, lite mörkare och svårare att ta till sig. På hans Myspace beskrivs den som "suggestiv, progressiv och mastig".

## Låtlista
1. En hemlig plats
2. Lev som en gris dö som en hund
3. Fel på hjärnan
4. Ge mig ingen vit skit ge mig afrobeat
5. Sörmlandsleden
6. Benny
7. Prinsessan av Peking
8. Barn från Rödastan
9. Munspelsdåren
10. Allt gör mindre ont sen
11. Dystra utsikter
12. 5:e försöket
13. Livet är människans bästa tid (New Mix)
14. Sommaren står o väger

## Singlar
1. Lev som en gris dö som en hund

## Listplaceringar
| Lista (2009) | Topplacering |
| ------------ | ------------ |
| Sverige      | 11           |